# Hermann Schulze (Politiker, 1897)
Hermann Schulze (* 4. April 1897 in Gera-Untermhaus; † 11. September 1967 in Gera) war ein deutscher Kommunalpolitiker und Parteifunktionär (SPD) und Landtagsabgeordneter (KPD/KPO), Widerstandskämpfer gegen den Nationalsozialismus und Treuhänder.

## Leben
Schulze entstammte einer Arbeiterfamilie. Sein Vater war Weber und Gewerkschaftsaktivist. Schon als Kind war er Mitglied einer gewerkschaftlichen Arbeiter-Turnerschaft. 1911 trat er in die Sozialistische Arbeiterjugend (SAJ) ein und 1916 in die Sozialdemokratische Partei Deutschlands (SPD). Nach dem Besuch der Volksschule hatte er den Beruf des Schlossers erlernt, den er in einem Reichsbahn-Ausbesserungswerk (RAW) sowie bei der Firma Carl Zeiss AG ausübte. 1916 nahm er an der Osterkonferenz der SPD und 1919 an der Gründungskonferenz der Kommunistischen Partei Deutschlands (KPD) teil. In Gera gehörte er zu den Gründern der KPD-Ortsgruppe. 1920 beteiligte er sich an einem Aktionsausschuss zum Widerstand gegen den Kapp-Putsch und gehörte zu den Kämpfern bei den Auseinandersetzungen in Zickra bei Berga an der Elster. Sowohl in der Roten Hilfe (RH) wie im Rotfrontkämpfer-Bund (RFB) sowie in der Unterbezirksleitung nahm Schulze Parteifunktionen wahr. Von 1924 bis 1929 gehörte er dem Thüringer Landtag an. Seit 1925 war er Mitglied der KPD-Bezirksleitung und präferierte einen gewerkschaftsnahen Kurs. Das brachte ihm 1928 den Ausschluss aus der Partei ein, so dass er zur Kommunistischen Partei (Opposition) übertrat.
Nach der Machtübergabe an die NSDAP wurde er kurzzeitig in „Schutzhaft“ genommen, aber beteiligte sich danach weiter an der illegalen Arbeit der Geraer Widerstandsgruppe Wetzel-Gredinger-Frister, einer Gruppe linker Sozialdemokraten. 1939 wurde er zur Wehrmacht eingezogen und zur Bewachung von Kriegsgefangenen eingesetzt. Dabei machte er sich der Kollaboration mit dem Feind verdächtig und wurde verhaftet, aber wieder freigelassen.
Als die NS-Herrschaft beseitigt war, meldete sich Schulze 1945 bei der wieder gegründeten SPD an und wurde Bürgermeister und Stadtrat in Untermhaus. 1946 nahm er am Vereinigungsparteitag in Gotha teil. Seit 1948 war er zunächst Treuhänder und später Angestellter in einem Färberei-Unternehmen. 1949 erteilte ihm die SED eine strenge Rüge und schloss ihn 1950 aus der Partei aus mit dem Vorwurf, er hätte „Nazis gedeckt“. Seine Verfolgten-Rente als Verfolgter des Naziregimes (VdN) wurde ihm aberkannt, aber seit 1953 wieder gewährt.